# Cadejo
El Cadejo (Cadejos, en Costa Rica), en la narrativa folclórica de Mesoamérica, es un perro espectral de gran tamaño, ojos brillantes, que arrastra cadenas, y que durante las noches aparece en sitios solitarios para cuidar o atormentar a los borrachos o trasnochadores, siendo muy conocida su leyenda en las zonas rurales e incluso urbanas de México, Centroamérica y algunos países de Sudamérica. En varias regiones de Centroamérica la leyenda habla de dos cadejos: uno blanco, divino y protector, y otro negro, monstruoso y malvado. En Costa Rica y Panamá, el Cadejo es uno solo, de color negro y, aunque monstruoso, generalmente es inofensivo.
Aunque la palabra «cadejo» para designar a este ser es de origen español, las raíces mitológicas del Cadejo se encuentran principalmente en la mitología maya y en las tradiciones chamanísticas de los pueblos nahuas de Mesoamérica, donde son frecuentes los mitos aborígenes sobre chamanes y nahuales que pueden tomar la forma de animales para ejercer sus funciones religiosas y funerarias, rituales en lo que se utilizaban ornamentos de jade, pieles de animales, plumas de aves y máscaras. Entre los mesoamericanos, el perro ejercía la función de compañero de los muertos en su viaje al más allá. La leyenda es, pues, producto del mestizaje, y a su vez, es el vestigio de una antigua creencia que supone que todo humano posee un animal de compañía. Este mítico animal es el doble del hombre, de tal manera que la enfermedad o la muerte del primero conllevan la enfermedad o la muerte del segundo. En la actualidad, se puede establecer una comparación con el pensamiento religioso occidental, que expresa que el hombre tiene un ángel guardián que lo protege de los peligros.
La leyenda del Cadejos ha encontrado resonancia en la literatura y la cultura popular de los pueblos centroamericanos, y se ha asociado, de forma paralela, a muchas otras leyendas sobre perros monstruosos y espectrales alrededor del mundo.

## Etimología
Según el diccionario de la Real Academia de la Lengua Española, la palabra cadejo proviene del castellano, y surge del cruce de las palabras «cadarzo» (del griego ἀκάθαρτος akáthartos 'impuro', un tipo de seda basta de los capullos enredados, que no se hila a torno), y «madeja» (del latín mataxa, que significa: 1. hilo recogido sobre un torno o aspadera, para que luego se pueda devanar fácilmente, y también, 2. mata de pelo). De esta forma, el uso de esta palabra para designar a este perro espectral parece estar más relacionada con el enigmático significado del personaje mismo más que con el origen o forma de este ser sobrenatural, al ser el Cadejo, básicamente, una criatura lanuda y desaliñada.

## Raíces mitológicas

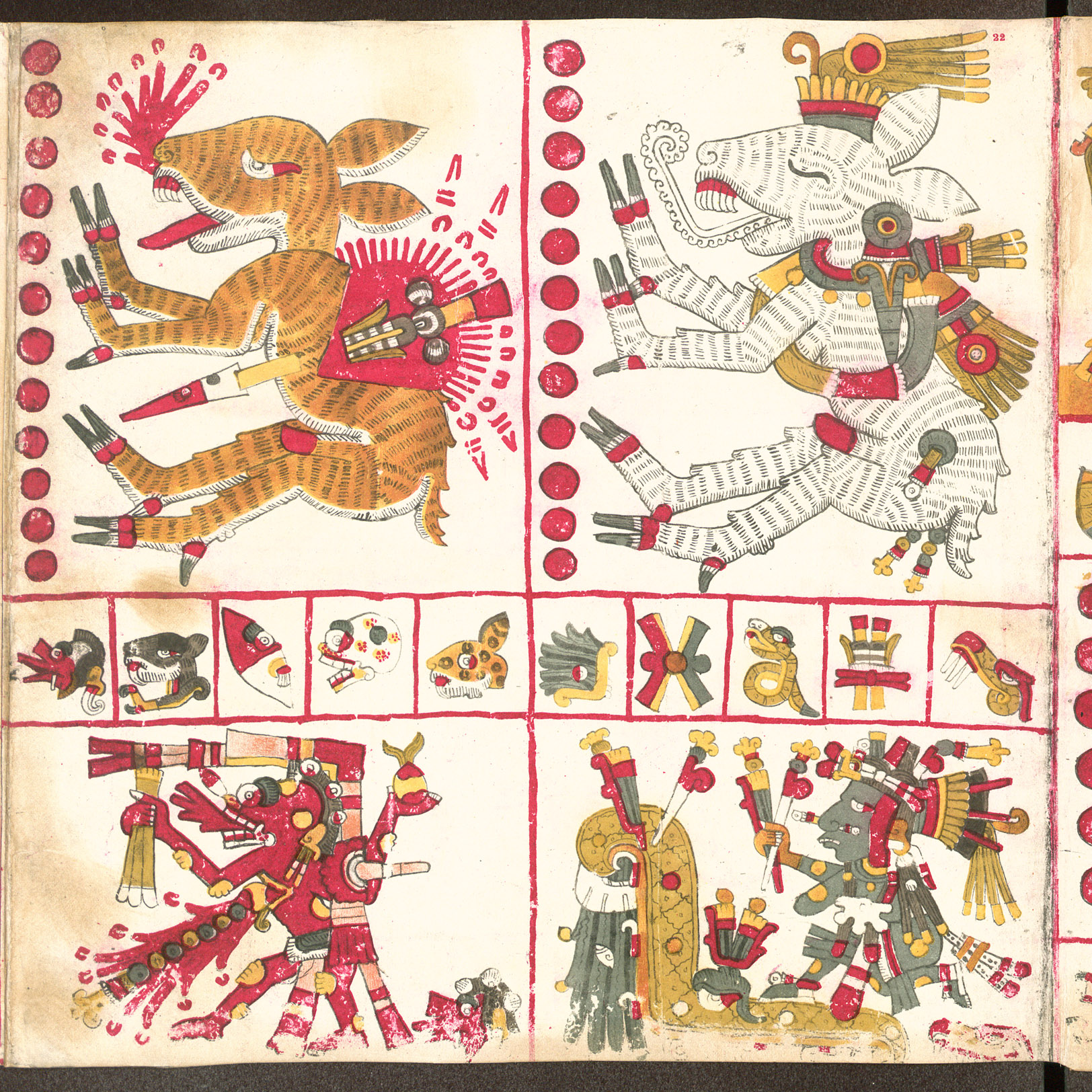
Los naguales descritos en el Códice Borgia, criaturas metamórficas capaces de cambiar su forma física a cualquier otra forma animal o incluso en formas humanas a voluntad.

Es muy posible que el origen del Cadejo como ser mitológico se encuentre en la mitología maya-quiché. Las leyendas de los cadejos espectrales centroamericanos parecen estar emparentadas, en cuanto a su origen, con los nahuales. En la mitología mesoamericana, un nahual es un animal que se considera espíritu protector de cada persona. De acuerdo con algunas tradiciones, se dice que cada persona, al momento de nacer, tiene ya el espíritu de un animal, que se encarga de protegerlo y guiarlo. Estos espíritus usualmente se manifiestan como una imagen que aconseja en sueños o con cierta afinidad al animal que les tomó como protegidos. Por ejemplo, una mujer cuyo nahual fuera un cenzontle tendrá una voz privilegiada para el canto.
Pero no todos tienen un contacto tan leve: se cree que los brujos y chamanes (llamados texoxes) del centro de Mesoamérica podían crear un vínculo muy cercano con sus nahuales, lo que les da una serie de ventajas que ellos saben aprovechar. La visión del gavilán, el olfato del lobo o el oído del ocelote pasan a ser herramientas de estos videntes e incluso se afirma que algunos, más preparados, pueden hasta adquirir la forma de sus nahuales (lagartos, perros o tigres, véase teriantropía) y utilizar esta habilidad de diversas formas, no todas ellas bien intencionadas, según la tradición popular. En México, se le ha dado el nombre de nahuales a los brujos que pueden cambiar de forma. Sin embargo, se cree que el contacto con sus nahuales es también común entre los chamanes que buscan el beneficio para su comunidad, aunque no se valen de la capacidad de transformación; para estos, el nahual es una forma de introspección que le permite a quien lo practica tener un estrecho contacto con el mundo espiritual, gracias a lo cual encuentra con facilidad soluciones a muchos de los problemas que afligen a los que buscan su consejo.
Entre los mexicas, por otra parte, destaca la figura del dios Huehuecóyotl como tramposo dios de la música, el baile y la canción, representado en el Códice Borbónico con la forma de un coyote. Él es parte de la familia de dioses mexicas de Tezcatlipoca, y tiene sus poderes para transformarse. De todas las deidades aztecas, Huehuecóyotl representaba la dualidad en términos del bien y el mal. Más un bromista que un dios ayudador, emparentado de alguna forma con los dioses tramposos en forma de coyote de las tribus aborígenes de Norteamérica, a menudo se le asociaba con el dios Xólotl, también con forma de perro y con poderes de transformación. El xoloitzcuintle, raza de perro originaria de México y Centroamérica, lleva su nombre, y a menudo se asociaba a este animal, en la mitología azteca, con la muerte, dado que se creía que los xoloitzcuintles acompañaban a las almas de los difuntos cuando viajaban al Mictlán, el inframundo, por lo que eran sacrificados y enterrados junto con los muertos a los que debían guiar, cumpliendo entonces el perro la función de guardián protector de las almas en su viaje al más allá.

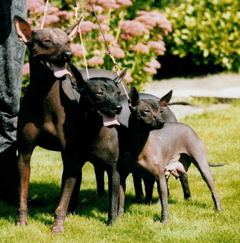
Para los mesoamericanos, los xoloitzcuintles conducían el alma de los muertos al más allá.

En el sureste de México, sobre todo en el estado de Yucatán, el uay peek (del maya: brujo, hechicero, nigromántico, encantador, mago, nagual.) es un brujo que se puede transformar en un perro negro, enorme y de ojos rojos, y aprovecha este estado para asustar a gente y profanar las tumbas de los cementerios. Otras versiones dicen que el Uay Peek ataca a cualquiera que se encuentra, y que es la reencarnación de Kakasbal, un espíritu maligno.
El escritor nicaragüense Eduardo Zepeda-Henríquez, en su artículo El Cadejo: mito nicaragüense, sugiere que el mito del cadejo está arraigado en el imaginario social provinciano como una fuente moral. De este forma, para Zepeda, el cadejo, más que un espíritu protector, es un espíritu merodeador que sale a asustar a los trasnochadores callejeros y concluye que la presencia de este ente sobrenatural es una forma de escarmiento ejemplar para la gente de mala vida que implica el pecado original o un remordimiento de conciencia histórica. Así mismo, Zepeda-Henríquez intenta ver el origen de la palabra cadejo en la tradición mitológica griega (el mito de Licaón) y latina (la leyenda del hombre lobo narrada por Ovidio). El escritor costarricense Luis Ferrero Acosta también atribuye su origen a un sincretismo del concepto del nahual o alter ego del dios Quetzalcóatl, un perro, el dios Xólotl y el cinocéfalo (monstruo con cabeza de perro), que según refiere Plinio, se contaba para asustar a los arrojados marinos que pretendían aventurarse en la Mar Tenebrosa, y que representaba a un ser humano con cabeza de perro, ojos llameantes y, a veces, arrastraba cadenas. Otro escritor costarricense, Carlos Gagini, atribuía su origen al oso hormiguero gigante, animal grande de pelambre larga y negra y afiladas garras, cuyas incursiones nocturnas en la Costa Rica aldeana contribuyeron a la creación del mito.
Según Celso Lara, la leyenda del Cadejo es, en definitiva, de origen europeo, precisamente procedente de España (hablando del Cadejo Negro).

## Simbolismo
En cuanto a su significado, el Cadejo es a la vez un espíritu protector y una criatura maligna. Desde su perspectiva negativa, el Cadejo usurpa la confianza de los seres humanos mediante el terror, mientras que en su faceta positiva, el poder regenerador de la naturaleza al proteger a los seres humanos del peligro. En la literatura indígena de América, sobre todo en la maya, es muy importante este concepto de dualidad. El cadejo blanco es un eco del nahual como el espíritu compañero y el cadejo negro es un reflejo del nahual como el brujo que se metamorfosea.

## Versiones
Según la tradición oral, el cadejo es un mítico animal fantasmagórico que se aparece a las personas que vagan por caminos nocturnos, particularmente a los ebrios, con la función moral de asustarlos para que enmienden su camino. Se cree que cuida a aquellos que se embriagan y deambulan por las noches ayudándoles a encontrar el camino a casa o bien durmiendo cerca de ellos para evitar les roben o dañen. En Tiquisate, Guatemala, se cuenta que el Cadejo no permite que se queden tirados en la línea de tren, así que los arrastra para que no les pase el tren encima. Las versiones varían dependiendo del sitio geográfico donde se cuenta la leyenda, aunque los hechos básicos son siempre los mismos. La leyenda es popular en toda Centroamérica, parte de México (Chiapas, Oaxaca, Baja California, Veracruz, Ciudad de México, Tabasco, en otros estados) y norte de Colombia (con mayor presencia en los pueblos). En Nicaragua y Honduras, se ha relacionado la leyenda del Cadejo con el críptido conocido como Acosador nocturno, un perro que guarda un gran parecido con el Cadejo negro.
Hasta existen dos relatos de apariciones reales en Estados Unidos vinculados a este ser fantástico. La primera aparición se sitúa en Los Ángeles, California, en la que el Cadejo Blanco defendió a un individuo de varios perros bravos. Y en cuanto a la segunda, no se sabe con exactitud dónde ocurrieron los hechos, pero dice el relato que el Cadejo se apareció en medio de una carretera a un conductor, parado en dos patas y cuyos ojos eran una mezcla de colores como el blanco y el azul.
En el estado de Chiapas, en México, sobre todo en el pueblo zoque, la leyenda del Cadejo también forma parte integral de la festividad del día de muertos, junto al Sombrerón, la Llorona y la Carreta de San Pascual.

### Descripción

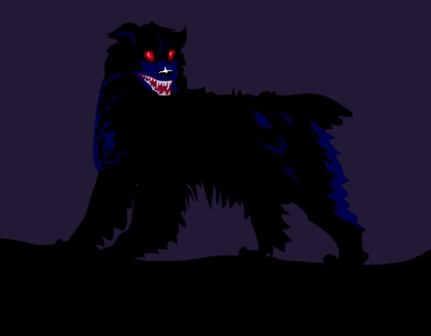
La descripción más frecuente del Cadejo es la de un gran perro negro con ojos encendidos.

Las descripciones más prolíficas corresponden al Cadejo negro. Todas coinciden en que es un perro grande, negro, de ojos rojos como brazas, que arrastra pesadas cadenas. El escritor costarricense Carlos Luis Fallas, en el glosario de la novela Marcos Ramírez, lo describe como "animal fantástico, de ojos fosforescentes y espesa pelambre, negra y muy larga". Otra versión de Costa Rica también le agrega patas de cabra y dientes de jaguar. Asimismo, en este mismo país, también aparece con el pelaje completamente café o marrón en ciertas ocasiones. En algunas versiones de Nicaragua, es capaz de manipular su cuerpo para crecer, a manera de perro gigante. En su cuento El Cadejo, el escritor salvadoreño José Efraín Melara Méndez lo describe como " una especie de perro pequeño que seguía a las personas pero no les hacía daño. Aunque a veces la gente no lo veía, oía sus pasos característicos semejantes a las pisadas de un chivo."  Para el escritor hondureño Jesús Aguilar Paz, "no hay que confundir el Duende con el Cadejo: éste es un cuadrúpedo nocturno que se alimenta de cadáveres putrefactos y al andar le suenan los huesos, siendo luminosos sus ojos y peligroso su encuentro." Miguel Ángel Asturias omite que tiene forma de perro, e incorpora tres distintas especies en un cuerpo, «con cascos de cabro, orejas de conejo y cara de murciélago».
Curiosamente, en la península yucateca, es descrito como un ser "mitad perro, mitad hombre", posiblemente una especie de antropomorfo fantasmal (Winik Peek’, en maya yucateco).
También se le atribuyen poderes místicos como el poder evitar ser dañado por aquel al que protege o por lo que lo trate de dañar, siendo así inmune a las armas blancas y de fuego. Por lo general al verse atacado desaparece en el aire como una sombra y reaparece detrás de su atacante. En Nicaragua y en algunas zonas de Costa Rica, sobre todo en la zona del Pacífico norte (Guanacaste y norte de Puntarenas), el Cadejo (específicamente, el negro) lleva sobre el cuello un collar blanco, pues en algunas versiones de esas regiones el Cadejo fue en vida un sacerdote que es maldecido, representando este collar blanco un cuello clerical.
En algunas variantes costarricenses, a veces se aparece como una bolita de pelos negra, o como un perro muy blanco acompañado de un hombre bajo, sin cabeza, e igual de blanco, y también como un hombre que se enrolla como un caracol hasta convertirse en un perro café. Como Copito se asemeja a un oso hormiguero con grandes garras y tan alto como un caballo, aunque puede tomar la forma de un conejo o de un cachorro de ojos rojos y tan blanco como un copo de nieve, de ahí su nombre.
En México, se cuenta que cuando aparece el Cadejo los perros lloran como si el mismo demonio estuviera viniendo y es que, según se dice, devora las crías de los perros (o también cualquier perro) los cuales están estorbándole su paso, por lo que es recomendable para ellos esconder a los canes si se sospecha su presencia o su cercanía. Esta avidez del Cadejo por devorar perros también aparece en algunas versiones de Colombia. En el estado de Chiapas, el Cadejo especialmente devora a los perros de color blanco (posiblemente porque le recuerdan al Cadejo Blanco).

### Origen
Sobre el origen de este ser, las leyendas se pueden agrupar en tres grupos de versiones: 

#### Creaciones de Dios y del diablo
El primer grupo reúne versiones de El Salvador, Honduras, Guatemala y México (precisamente en el pueblo de Zanatepec en Oaxaca), donde se atribuye su creación, en el caso del perro blanco, a Dios, y en el del negro, a Satanás, creados con la intención de cumplir diferentes funciones. La leyenda dice que, tras observar todos los males que aquejaban al pueblo, Dios decidió crear una figura que atemorizara al humano pero con el fin de protegerle. De allí surgió un ser con morfología de perro, con los ojos rojos y de color blanco como las nubes que se encargaría de protegerle. El demonio, enojado por la acción del Padre, formó una copia idéntica pero de color negro, que provoca pavor en aquel que le observa.

#### El hijo maldito
El segundo grupo de versiones, como las de México, Belice, Costa Rica y Colombia, teniendo lugar entre los siglos XIX y XX, atribuye su creación a una maldición de un padre furioso sobre su hijo, un joven o hombre libertino sentenciado a volverse un alma en pena cubierta con cadenas, o bien, su otra versión, donde es el hijo bueno quien busca asustar al padre borracho a modo de castigo por su mal comportamiento, pero falla y su padre le maldice con esta forma de perro para cuidar y proteger a todas las personas, especialmente a borrachos como él. A partir de esta historia, se originó la creencia chiapaneca de que algunos Cadejos, que abundan en la región de Chiapas, son hijos maldecidos por sus progenitores, lo que les orillo a quedar convertidos en perros. En Belice, los dos cadejos surgen de la misma persona: un hombre muy libertino, malo, desobediente, flojo, que no trabajaba, borracho y mujeriego. Su padre, quien estaba cansado de su comportamiento, le hacía entrar en razón. Sin embargo, eso no impedía que el ingrato del muchacho cambiara su forma de ser. Entonces su padre, enfurecido, lo maldijo (o primero lo maltrata, según otras versiones), condenándolo a cuidar a los borrachos como él. Frente a sus padres, el muchacho se transformó en una bestia: un perro enorme, negro y de ojos rojos. Ante el asombro y el terror de su madre, ella le roció agua bendita por el lomo, sacando el alma de buena del muchacho, que tomó la forma de perro blanco, siendo el antagonista del otro.

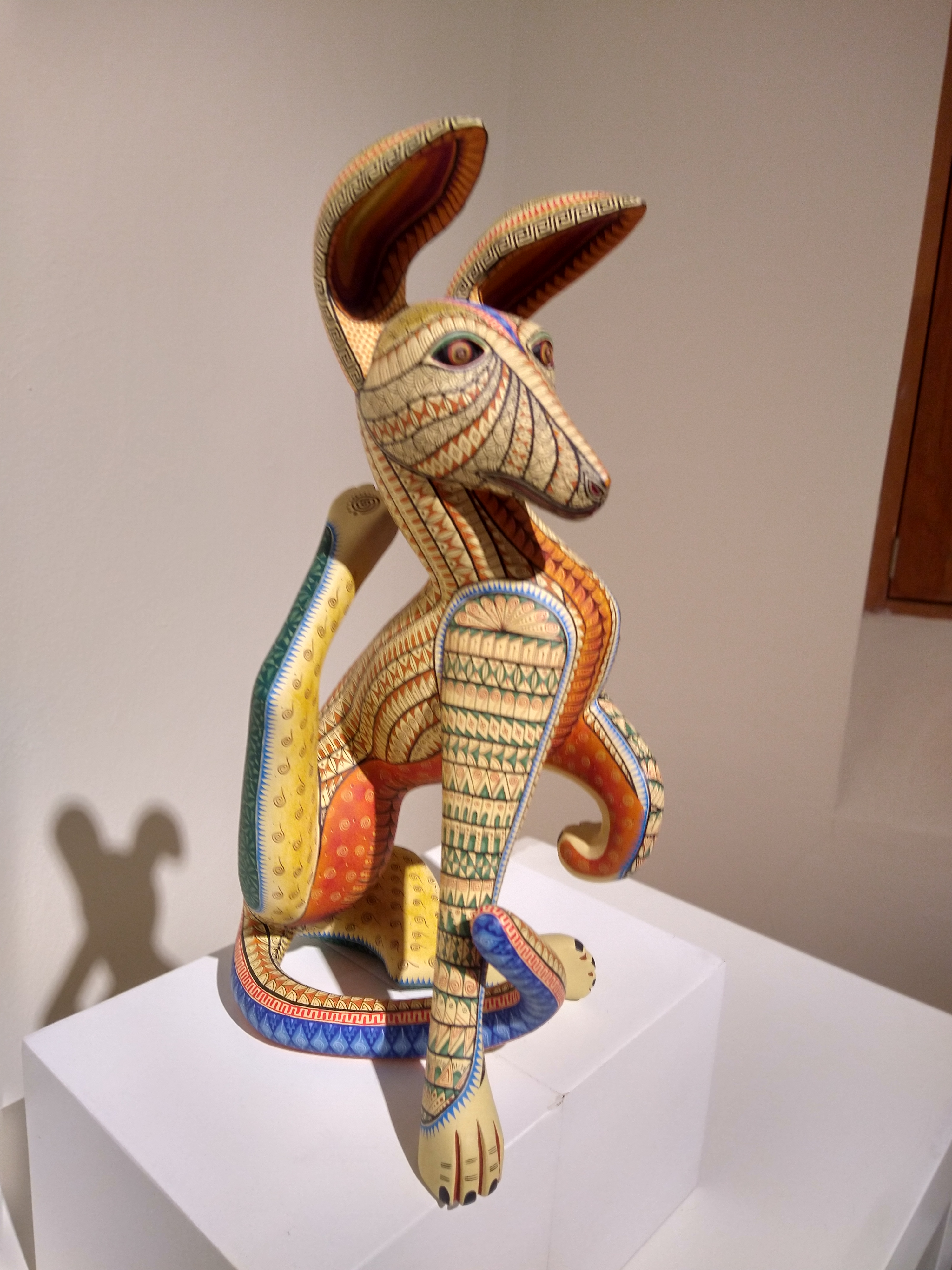
Alebrije en forma de perro, en el Museo de Cholula, México.

En Costa Rica, la leyenda narra la existencia de un solo cadejo (a excepción de la región Brunca, Guanacaste y San Luis), que suele ser el hijo de un gamonal o un anciano. Es un muchacho dado a la bebida, irresponsable, vagabundo y amigo de fiestas y desórdenes, hasta que un día causa el más profundo disgusto de su padre, quien le maldice con los peores apóstrofes, vertiendo sobre él tanta indignación y dolor de espíritu que el muchacho termina transformándose en ese ser. Otra versión costarricense narra, por el contrario, que el joven —llamado Antonio o Juan Rafael— es bueno y el borracho es el padre. Cansado de las continuas borracheras de su padre, el joven elabora un plan para que este se reforme. Para ello, lo espera en un camino solitario, saliéndole repentinamente disfrazado con una gruesa piel negra de animal y arrastrando unas cadenas. Al ver que su padre estuvo a punto de desmayarse del susto, el hijo se despoja de su atuendo, confesando su plan para hacerlo recapacitar, pero el padre, alcoholizado e iracundo, lo golpea (o lo machetea, según otra versión) y maldice diciendo: Echado y en cuatro patas seguirás por los siglos de los siglos, amén. A partir de ese día, el Cadejos acompaña a los hombres trasnochadores, guiando su camino a casa y alejando cualquier peligro que pueda encontrar.
En otra versión, volviendo a México en la zona sur, dice que, una vez quedando en esta forma tras la maldición y pareciendo ser abandonado, Dios o Jesús se compadeció de ese buen muchacho y, en misericordia, le dio el permiso de poder juzgar a las personas, y por esa razón el Cadejo(s) castiga a los inicuos como nunca antes. Es por eso que se dice que literalmente odia el olor a alcohol.
En Costa Rica también existe una cuarta versión.
Una quinta versión costarricense dice que el Cadejo fue un joven de nombre Juan Viñeda, oriundo de Alajuela. Era un hombre que le gustaba andar de vago y emborracharse, razón por la cual su madre le suplicó que ya dejara de tomar y salir a deshonras. Juan obviamente no le hizo caso y simplemente volvió a salir para irse a tomar a la cantina. Por ese motivo, en esa misma noche, recibió una extraña visita de un espectro o ser oscuro, el cual le dijo: “Por haber desobedecido, por no haber escuchado el pronóstico de tu madre, te voy a enseñar oscuridad”.
Juan, casi al instante, queda transformado siniestramente en el famoso Cadejos. Desde entonces se dice que en las noches se escucha el ruido de las cadenas arrastrarse y al mismo tiempo el llanto de Juan pidiendo auxilio y perdón por haber desobedecido.
En Honduras, Nicaragua y posiblemente en la región Brunca de Costa Rica, hay una historia algo popular que cuenta que había un padre de familia que gastaba casi todo su dinero en el alcohol y golpea a todos los miembros de su familia, sobre todo a su esposa. Como el papá siempre se tardaba en regresar, su mujer siempre mandaba a sus dos hijos a que fueran a buscarlo. Los hijos le reclamaban de por qué ellos lo tenían que ir a buscar, que era mejor que le pasara algo, porque siempre los trataba mal, a lo que la madre respondió que de todas maneras era su padre.
Y bueno, los muchachos se iban a buscarlo siempre que se demoraba en regresar, y siempre lo encontraban sentado a la orilla de un puente que debajo había un fondo muy profundo y arriesgado.
Una cierta noche, en una de esas noches que solía regresar solo a casa, el padre llegó y presumió, sin mentiras, que se había topado con un perro negro salvaje al cual mató con su machete en defensa. Fue allí que al hijo mayor se ocurrió una idea para corregir a su padre, se lo comenta a su hermano menor y entre ellos se alian y se ponen de acuerdo para enmendarlo.
El hijo mayor tomó cadenas y el cuero peludo del animal que el padre asesinó y ambos se dirigieron hacia aquel puente altísimo. Viendo que su padre ya estaba en camino hacia la zona, el hermano menor le hizo señas como aviso y el hermano mayor se puso el cuero cubierto de cadenas y cuando el padre estuvo muy cerca entra en acción para espantarlo. En efecto, el plan funcionó: El padre se metió un tremendo susto que casi se infarta, de tal manera que, bajándole los efectos del alcohol, salió corriendo con el cuerpo tenso y completamente despavorido.
Sin embargo, esto no hizo que el hombre dejara la bebida y seguía completamente igual, así que los hermanos repitieron el mismo método una y otra vez. Pero una cierta noche, el padre se puso observar con detenimiento a la cosa que lo espantaba y reconoció el calzado de su hijo mayor. Viéndose burlado, avergonzado, humillado y en furia por tal broma, lanzó una maldición contra su hijo.
Escuchando la maldición que le ejecutó su padre, el hijo mayor se enfureció tanto que se reveló y con una navaja en mano se abalanzó sobre su padre para matarlo. El hijo menor salió al encuentro, intentando evitar que su hermano matara a su padre. El menor choca con su hermano y los dos quedan enredados entre las cadenas, haciendo que ellos accidentalmente cayeran al fondo del puente hasta perderse en la oscuridad. 
El padre, completamente asustado y preocupado, quiso rescatar a sus hijos, así que fue a pedir ayuda. Pero como la zona era muy oscura y peligrosa la gente no fue capaz de ayudarlo en ese momento. A la mañana siguiente, fueron a buscar a los muchachos y en un cactus espinoso lo único que se encontró fueron dos bolas de pelo de distinto color y sangre derramada.
Asimismo, a mitad de la madrugada, muchos escucharon los ruidos de dos perros que se estaban peleando entre sí.
Desde entonces se dice que cada noche muchas personas pueden encontrar a dos perros enormes con ojos rojos: Uno blanco y otro negro. El perro blanco es el hermano menor, que es blanco porque es de buen corazón; mientras que el negro es el hermano mayor, aquel hijo maldito, que es negro por su odio y maldición. Se cree que el Cadejo Blanco solo se aparecerá a aquellos que merecen su protección, pero a los malos o a los que no nunca.

#### Los dos hermanos y el brujo
Una versión bastante popular de la leyenda en El Salvador, semejante a un cuento de hadas, habla de dos hermanos que entran a la casa de un mago negro. Durante una tormenta, les pide a los niños que lo ayuden con algunos troncos para hacer fuego. Ambos muchachos holgazanean en el trabajo pero comen la comida del hombre. Una vez que descubre que falta un poco de comida que tenía y que no hay suficiente leña para su fuego, maldice el camino que conduce a la aldea de los niños. Las voces molestan a los muchachos y cuando les dan la espalda se convierten en criaturas: un cadejo blanco y otro negro. Después de regresar a su aldea en su forma maldita, los expulsan y no tienen más remedio que vagar.[cita requerida]

#### Deidades prehispánicas
Celso Lara también atribuyó la leyenda del Cadejo en Guatemala como una manifestación de Maximón o Rilaj Maam, un nahual de los maya-tz'utujiles de Santiago Atitlán, pueblo ubicado en la orilla del lago de Atitlán, en el departamento de Sololá del altiplano guatemalteco; un dios antepasado que tiene la dualidad de ser protector y a la vez destructor. De acuerdo con la versión guatemalteca, el Cadejo protege a los borrachos de los peligros pero también les roba el alma; parece un buen compañero para los alcohólicos, a quienes consciente obsequeandoles alcohol, los sigue a todos lados y hasta duerme a un lado de ellos si es que estos duermen en la calle, pero al final resulta que les quita el alma y con ello hace que mueran. Posiblemente, ésta es la razón de la versión variopintoresca del Cadejo: Unas veces es el Cadejo Negro, mientras que en otras es el blanco.

#### Fantasmas de seres vivos o humanos
Una versión dice que estos seres son los espíritus de los perros que regresan a la tierra para cuidar de sus antiguos dueños.
Otras versiones afirman que estos mismos son los espectros de gente o un ser humano que murió a causa de una muerte trágica, violeta, fatal o a través de accidentes, lo que origina que sus espíritus queden atrapados en la tierra a causa del trauma, vagando por ella hasta encontrar la paz. Por esa razón, el Cadejo Negro podría ser una de esas personas que de algún modo busca venganza o desquitarse, mientras que el Blanco busca proteger a las personas por ello mismo (es decir, no quiere que le ocurra a la gente lo mismo que a él).
Otra versión, semejante a una de la Llorona, cuenta que los Cadejos son personas que murieron bajo cualquier circunstancia o contexto, cuyo espíritu regresa del más allá para cuidar a sus familiares por amor a ellos.
En Desamparados hay una versión dice que el Cadejos —ese único perro fantasmal encadenado— era un perro casero al que su dueño castigaba mucho, por lo que se fue al monte y se hizo cimarrón, y en las noches baja al pueblo a buscar al que lo castigaba, aunque hay quienes dicen que es un espíritu malo porque se hace invisible cuando lo espantan.
Una segunda versión dice que el Cadejos era un perro normal. Una vez, su dueño venía de una fiesta y fue asaltado y asesinado, así que el perro, después de morir, se convirtió en El Cadejos para proteger a otros como no pudo proteger a su amo.
En la localidad de Boca de los Cerros, en el estado mexicano de Nuevo León, se dice que el Cadejo era un perro común de la época colonial que, en uno de sus días de proteger gente, fue herido mortalmente tras lanzarse contra unos bandidos que atacaban a unos viajeros. Desde ese día, aún después de muerto, el fantasma del perro sigue con la rutina de protector convertido en el Cadejo; se encarga de proteger a los seres humanos de cualquier peligro en la zona. Si una persona se comporta con rectitud, el espíritu lo protegerá de los peligros que acechan en la zona. Sin embargo, si la persona se comporta con malicia, seguramente lo castigará.
En la sierra La Laguna en los municipios de La Paz y Los Cabos, en México, hay una leyenda del Cadejo poco conocida, que cuenta que este era un perro común cuyo dueño se llamaba Juan, un hombre valiente y solitario. Este hombre siempre se la pasaba solo, hasta que su perro llegó a su vida. El perro era muy fiel y leal, y lo acompañaba en todas sus aventuras por la sierra. Juntos, escalaban montañas, cruzaban ríos y exploraban minas abandonadas. Un cierto día, en una de sus aventuras en minas, Juan falleció en la mina tras un derrumbe. El perro lo buscó desesperadamente por toda la mina con ladridos y aullidos, sin éxito. A partir de ese día, el espíritu del perro, enorme y de color negro, vaga por la sierra en busca de su dueño. Algunos dicen que si se escucha el ladrido del Cadejo, es un presagio de protección y cuidado pero si se le ve a la cara es presagio de muerte inminente.

#### Nahuales y espíritus guardianes
Finalmente, se da el caso particular de algunos lugares de México, es que se cuenta que al morir una persona, esta vuelve a cuidar de sus seres queridos en forma de un cadejo.
También hay «cadejos-brujos» (también conocidos como nahuales o, en náhuatl, Tlacaitzcuintli), los cuales son brujos que, a través de un hechizo, pueden transformarse en un cadejo. Aprovechan este estado para cometer fechorías como matar gallinas, matar a otros animales, destruir cosas, asustar, acechar mujeres, robar (llevándose con la boca) o, sobre todo cuando hay luna, esperar en sitios poco transitados y que un individuo pase y quede atemorizado por aquel perro y sus ojos diabólicos. Se dice que estos brujos pueden transformarse a la medianoche bajo a una ceiba o pochota, ya que en la simbología maya el Yaxché (una ceiba) era un puente o una conexión entre el cielo, la tierra y el inframundo. En el sureste de México, existe la leyenda del Uay Peek (o Wáay Peek’), que señala a brujos que se transforman en perros enormes, en la que también hay unos que se transforman en Cadejos Negritos con el único fin de traumar gente y profanar las tumbas de los cementerios.
En Veracruz, se asegura que para identificar a estos brujos convertidos en Cadejos se debe de hacer una cruz con tus dedos y, ante un encuentro con ellos, si resulta que se caen, tiemblan y te piden con ladridos que te alejes efectivamente se trata de estos seres.

### Cadejo blanco y Cadejo negro
En Tabasco y Zanatepec (México), El Salvador, Honduras, Belice, Guatemala y Nicaragua, se cuenta la existencia de dos perros, uno negro y uno blanco, e incluso de tres, agregando una variante gris en el caso de Perú y Guatemala, o café en el caso de Nicaragua, que cuida a los niños desamparados o enfermos. Por regla general, el Cadejo blanco es benigno, mientras que el negro es maligno. El blanco, animal de compañía, protege al hombre contra todos los males que lo esperan en los caminos solitarios, incluido el cadejo negro. El negro anda vagabundeando para asustar o atacar a los trasnochadores. Cuando los dos criaturas se encuentran, ocurre una batalla sangrienta entre sí. En las zonas rurales y montañosas de El Salvador, se asocia al cadejo con la tipología de hombre y mujer, así se dice que el perro blanco es el guardián de los hombres y el negro de las mujeres (o también al revés).
El Cadejo negro generalmente se asocia con el mal: persigue a distancia a los caminantes nocturnos, los que vienen de fiestas, festivales, carnavales, juegos de azar o cantinas. Al seguir a su víctima, araña el suelo con sus garras o, en el caso de El Salvador, anuncia su presencia con un agudo silbido. Si el sonido o su silbido se oye cerca es que él está lejos y cuando se oye lejos es que está muy cerca, prácticamente encima, es lo último que oirá antes de que ataque. Esta particular característica aparece también en algunas versiones de las leyendas de la Llorona y el Silbón. Como espíritu malo, ataca y mata al caminante nocturno, abalanzándose sobre él, derribándolo, golpeándolo hasta dejarlo malherido y sin sentido, dundo, tartamudo, con mucha fiebre, hasta que muere. [Nelson Fuentes]

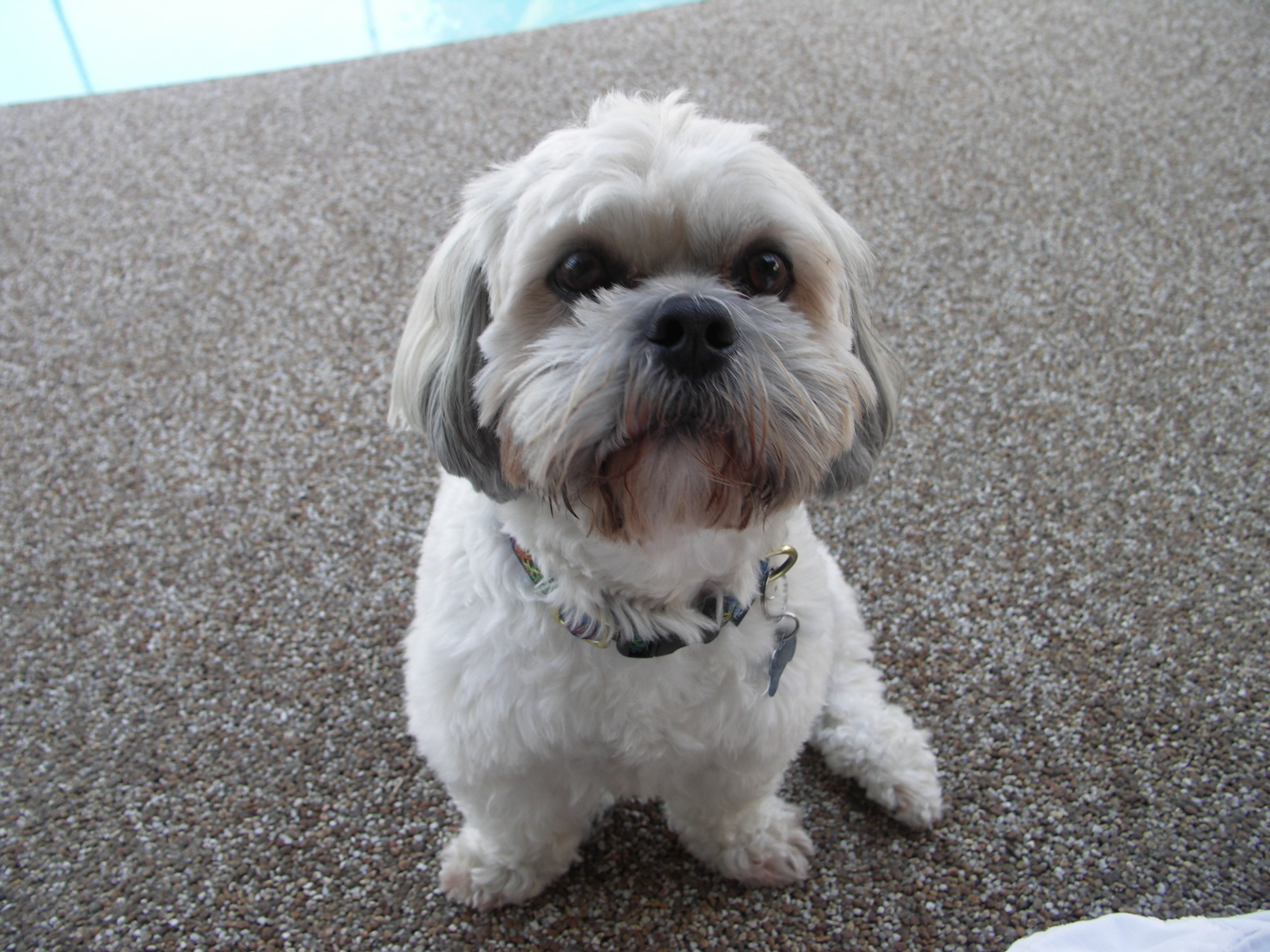
En Costa Rica no existe, a excepción del sur, la leyenda sobre un Cadejo blanco, sin embargo, en algunas zonas rurales, su lugar lo toma el Copito, un perro pequeño blanco, muy peludo, el cual, dando pequeños saltos, sigue y cuida a las personas hasta su casa.

El Cadejo blanco —o dorado, según otras versiones—, por el contrario, es el antagonista del negro, el protector de las personas que cruzan su camino, un espíritu que protege al hombre que sale por las noches, un guardián que siempre acompaña a la persona hasta dejarla en su casa. Actúa como guía para prevenir a las personas de que se encuentren con el Cadejo negro. Aunque benigno, alguna versión también cuenta que al Cadejo blanco jamás hay que tratar de hacerle daño, porque entonces él se lanza sobre su agresor y lo revuelca en el suelo, lo muerde y lo deja herido mortalmente. Como dato curioso, de manera similar a la Llorona, muchos testimonios aseguran que al Cadejo Blanco gusta de ver, cuidar y jugar con los niños pequeños. 
Los cadejos blanco y negro, al encontrarse, se enfrentan entre ellos, donde muchas veces, por invocación de poder santo, el cadejo blanco derrota al negro, y la que fuera su víctima vive para contar la historia. Los cadejos nunca se matan cuando se enfrentan, a pesar de los encarnizados combates que libran en sus encuentros nocturnos. Según la tradición, ninguno de los dos es más fuerte que el otro. Su encuentro representa pues, la lucha entre el bien y el mal. En algunas versiones de Guatemala, a veces los cadejos se unen para salvaguardar a sus protegidos de otro espectro como la Llorona, la Siguanaba o de algún maleante, aunque en el estado de Chiapas, México, los campesinos también cuentan que el Cadejo también coopera junto a la Tishanila para castigar a los que andan en malos pasos (y muchas veces es el ejecutor de los designios de esta). En un episodio de la novela Marcos Ramírez, del escritor costarricense Carlos Luis Fallas, un campesino cuenta que el Cadejos lo acompañaba para protegerlo de las brujas, después de que el campesino lo había tratado con respeto.
En Chimbote, de la nación peruana, se cuenta que el Cadejo negro aparece en momentos de oscuridad y soledad para atacar y asustar a aquellos desafortunados viajeros. Se cree también que su aparición puede ser un presagio de mala suerte o incluso la muerte. Por otro lado, cuando se encuentra con una persona valiente y decidida, el Cadejo blanco puede convertirse en su compañero fiel y protector.
En otras partes de Guatemala, ponen la leyenda al revés, es decir, se cree que, por el contrario, el blanco es el malo y el negro es el bueno. En esta versión, el Cadejo Blanco hace creer a la persona de que es el bueno, solo para después llevarla a la perdición o arrastrarla al infierno. El Cadejo Negro, por otra parte, es el que defiende a las personas de cualquier peligro, en especial a los borrachos, incluso del Cadejo Blanco. Parece ser el malo, pero ya uno se puede dar cuenta de que no lo es. Esto da como moraleja de que muchas veces las apariencias engañan y que siempre uno no es como alguien piensa.

### Un solo cadejo
En el sur de México (aparte del estado de Hidalgo, Guanajuato y la península de Baja California), Costa Rica, Panamá, el norte de Colombia y en la ciudad de Loja en Ecuador, el Cadejo es un ente único. Fabio Baudrit lo describe como un perro negro grande, similar a un lobo adusto, flaco, erizo, lanudo, con dos intensos ojos rojos encendidos y radiantes, cola larga y ancha, de afiladas uñas largas que resuenan en el pavimento, mientras arrastra unas gruesas cadenas. No obstante su aspecto aterrador, no es de carácter bravo o sanguinario, y jamás ataca a ningún hombre. Aunque, por otro lado, según la tradición tica, si las personas le hablan o intentan acariciarlo o agredirlo puede, o desaparecer temporalmente, o crecer al tamaño de un caballo y atacarlas, asombrarlas o hasta matarlas. Incluso se conoce de un caso en el que atacó, sin provocación aparente y junto a un perro blanco, a un hombre que tenía un disgusto con su padre; él logró apuñalar al Cadejos, pero este no sangró ni mostró señas de dolor, a diferencia del perro blanco.
Aunque en raras ocasiones se deja que le hablen, lo acaricien y hasta que se lo lleven con correa hasta la casa, después de lo cual desaparece, y si las personas le dan comida las sigue, y de ser atacadas, él las defiende y se hace enemigo del enemigo. Le gusta el azúcar, por lo que a veces llega a las bodegas de los ingenios a comerla, y las personas pueden hacer un pacto con él dándole dulce a cambio de que las defienda, lo que hace en su forma humana.
También se dice que a veces sale por las noches a espantar caballos, gallinas y hacer otras diabluras, como mirar por las ventanas de las casas hasta que los habitantes se duermen, o aruñar las paredes y los techos, e incluso hay quienes le atribuyen un comportamiento similar al de la Tulevieja.
Como curiosidad adicional, se dice que no hace nada si se le da la mano derecha al topárselo, y que los niños siempre pueden verlo.
Concreta su maleficio a seguir tenazmente al hombre parrandero y trasnochador, generalmente en estado de ebriedad, hasta la puerta de su casa, y algunas veces, a esperarlo en la entrada de su habitación (con sus ojos rojos brillando en la oscuridad del umbral), como un mudo reproche. Siempre conserva la distancia. Contra él son inútiles balas o armas blancas, y antes de verse forzado a hacer el mal, desaparece. También, cuando los niños se desvelan, puede ser evocado, y al poco tiempo se escucharán las uñas en las baldosas o las paredes de la casa, con su aliento resoplando por una hendija de la ventana, sin marcharse hasta que halla silencio y el niño caiga en profundo sueño.
Igualmente en Costa Rica, además, otras historias dicen que el Cadejo puede o suele adquirir forma humana. En una de ellas, al tomar dicha forma, es descrito como un hombre delgado, tez pálida como la leche fresca y que, en cuanto a su hablar, emite pocas palabras, cuyos ojos son tan negros que se desconoce si tiene pupilas o no (posiblemente sea una versión de los “niños de ojos negros”). Algunos que lo han visto, aseguran que viste una camisa blanca abotonada, que parece vieja y algo desgastada, y unos pantalones negros que son quizá un par de tallas más grandes de lo que deberían. También, cojea visiblemente con su pierna izquierda.
También se dice, sobre todo en el estado de Chiapas, que puede ayudar o matar al tipo de alma que encuentre. Si nota que esa persona es buena, trabajadora, humilde o generosa, le caerá bien y les premiará con protección. No obstante, si es todo un patán o inmoral, entonces lo detestará y es capaz de llevárselo o quitarle la vida. Al igual que en el resto de versiones centroamericanas, los tumba, los revuelca y acto seguido los mata.
Asimismo, de igual forma se dice que le gusta proteger a la gente de buenos sentimientos, sobre todo a los niños.
En la capital de la República Mexicana, dramáticamente entre chilangos se dice que el Cadejo, del cual se cree que es el demonio en persona, se aparece en las carreteras, donde se dedica a perseguir a los traileros a altas horas de la noche o en el punto más oscuro de la noche. Cuando se aparece, mientras corre, se pone al lado del tráiler. En todos los casos, es recomendable no mirar hacia atrás ni detenerse puesto a que en cualquier momento saltará al vidrio delantero para que el sujeto choque o tenga un accidente. En otras ocasiones, empieza a gruñir e impide que el individuo siga por el camino que esté tomando. Así, especialmente si es un borracho que anda a altas horas de la madrugada, le empieza a gruñir, con tal de perderla o llevarla consigo. En otras versiones, o en algunas otras ocasiones, este ser pre-adámico o infernal igualmente suele aparecer y deambular por el centro histórico de la ciudad, por lo cual el sonido de las cadenas resuenan por todo el pueblo.
En Panamá, donde también se le conoce como el Perro Prieto, el Cadejo es un perro enorme, negro y de ojos rojos que despide un fuerte olor a azufre, y es una manifestación misma del diablo. Se aparece en Corpus Christi, especialmente en Semana Santa; a la medianoche (o a las 3:00 a. m., dependiendo de la versión), a los hombres mujeriegos o borrachos, a los cuales devora, se lleva su alma o los arrastra directamente al infierno. A pesar de ser una manifestación demoníaca, algunas veces también se le considera un protector, puesto que también puede cuidar a este tipo de personas hasta llegar a su casa sanos y salvos. En Bocas del Toro, se cree que el Cadejo que es un protector de los bosques y castiga a aquellos que han dañado el medio ambiente. Muchos lugareños aseguran haber visto al Cadejo deambulando por los senderos y se dice que su presencia trae mala suerte.
En Argentina, al parecer la leyenda del Cadejo puede encontrarse en la zona del noroeste argentino, descrito de igual manera como perro enorme, de color negro, ojos rojos y portador de cadenas al igual que en las variantes mexicanas y costarricenses. Según la leyenda, al igual que en las versiones chilangas y canaleras, es la aparición misma del demonio. Es capaz de atacar a cualquier persona y, al igual que el Familiar, se esconde siempre en los maizales. Cuando encuentra a una persona en su camino, se abalanza sobre ella para devorarla.
En la ciudad ecuatoriana de Loja, hay muchas versiones del origen del Cadejo: En unas dicen que en vida fue una persona malvada o un criminal que fue castigado, en otras se trata de un espíritu maligno que toma la forma de perro enorme y en otras más dicen que es un alma errante que no puede descansar en paz. En todo caso, por regla general, es un espíritu maligno que siempre castiga a las personas inmorales o malvadas, aunque también suele atacar a cualquier persona sin piedad alguna. En muy raras ocasiones, a pesar de ser un demonio, también es un protector que protege a las personas de corazón puro o a quienes siempre son de buenas intenciones, pero de esto sucede muy escasamente.
En otras versiones de la leyenda, el Cadejo también tiene la capacidad de entrar a los sueños de las personas y a los hogares. 
Otras versiones de la leyenda dicen que este realmente no actúa por maldad, ya que es la manifestación de un ser querido ya fallecido o un alma errante que se encuentra atrapado en la oscuridad, y que ahora, como el Cadejo, busca a aquellos que quedaron atrás. En estas historias, lo que se siente al encontrarse con este espíritu no es terror: sino una tristeza profunda. En tanto, el Cadejo no ataca sino que se mantiene como un fiel compañero en la sombra.

#### Versión marina
En las costas del estado de Yucatán, aparte de la versión del perro fantasmal, existe otra criatura gigante que también se le conoce como "El Cadejo" (aunque tal vez sea el mismo perro). Según la tradición oral, tiene el poder de hipnotizar a los pescadores y, con ello, los arrastra a lo más profundo del océano.
Se cree que aparece en las noches tormentosas y oscuras, aprovechando la confusión para acechar a los pescadores y con un canto melancólico puede llevar a los pescadores a perderse en el océano sin la posibilidad de que estos puedan regresar a la orilla.
Pese a que muchos consideran esto como una mera superstición, muchos de los habitantes locales aseguran haber escuchado sus cantos cuando están a la orilla del mar o tener avistamiento sobre esta entidad.

### La Cocha Enfrenada
En Chiapas, otra variación del Cadejo es la "Cocha Enfrenada": mítico cerdo que comparte muchas de las características de la versión canina, pues es enorme, de mirada fija con ojos rojos brillantes, porta consigo unas pesadas cadenas y derrama espuma por la boca, que además chasquea los dientes o colmillos. Es un ser de comportamiento agresivo, que ataca con gran velocidad y fuerza y esto hace que la víctima tenga muy pocas las posibilidades de huir. También se le atribuye una energía descomunal que usa para embestir y derribar a todo aquel que encontrara a su paso.

### El Acosador Nocturno
Originaria de Honduras, existe la leyenda del Acosador Nocturno, descrito como un enorme perro de color negro con ojos rojos, quien presenta un detalle algo interesante: Según se cuenta, de manera similar a un duende, es un ser obsesivo que cuando se obsesiona con alguien suele perseguirlo todo el tiempo, oculto en la oscuridad y vigilando desde las sombras cada paso que dé. Y es capaz hasta de observar al individuo en su habitación desde la ventana. Asimismo, se han dado casos en la que se ha obsesionado tanto con alguien, que incluso puede alcanzar a una persona mientras esta va manejando un vehículo en movimiento. Su peligrosidad es desconocida.

### El Cadejo en sitios embrujados

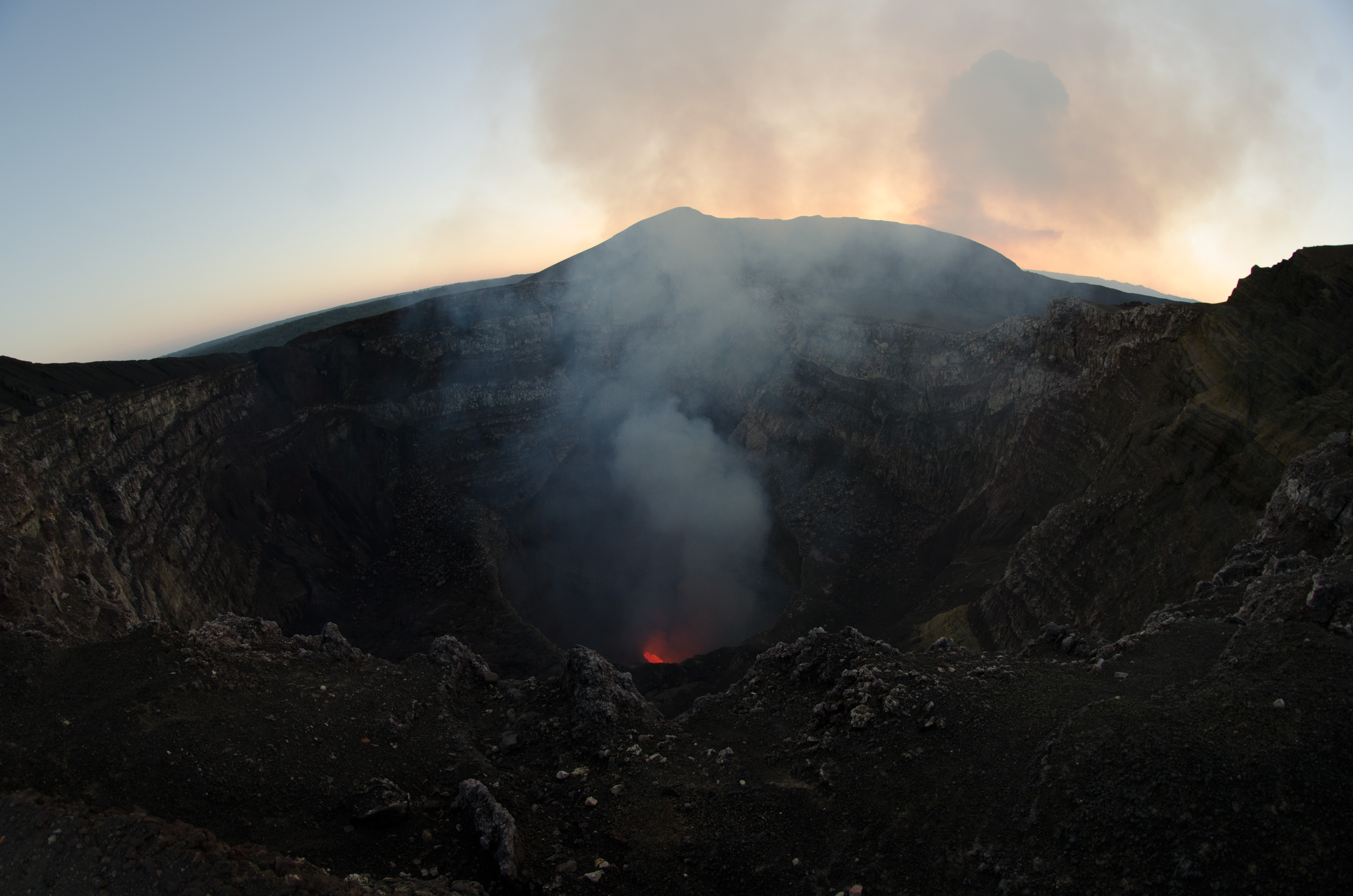
Leyendas vinculan al Cadejo con el volcán Masaya

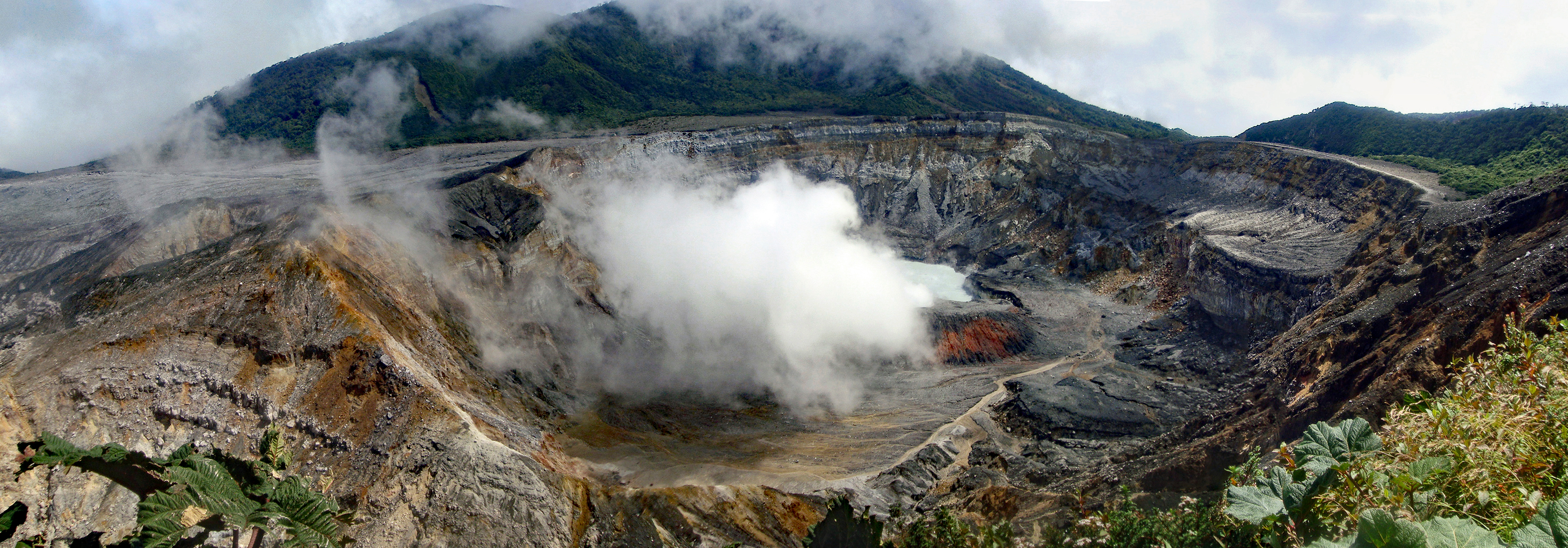
Se dice que se puede encontrar o conocer al mismísimo Cadejos en persona en el volcán Poás.

Mientras que el Cadejo tiene conexión con el volcán Poás en Costa Rica, en Nicaragua está conectado con la Cueva del Diablo en Masaya, o el volcán del nombre, donde se dice que existe un portal al infierno. Según la leyenda, cada noche una especie de Cadejo Negro procede o surge del volcán para ponerse a vagar por los caminos, pueblos y ciudades.
También se dice que impide que los curiosos se acerquen demasiado, gruñendo de forma espantosa o apareciendo en medio de la neblina.
Otras versiones dicen que el Cadejo Negro se aparece por la zona como si fuera una manifestación de las almas condenadas de la zona. Algunos dicen que es un emisario del diablo, mientras que otros concuerdan que se trata de un alma atrapada en penitencia, que aparece al lado del volcán y cuyo aliento es sulfuroso.
El Cadejo Blanco, por otra parte, cuida de los viajeros nocturnos que se aventuran por el volcán o cueva y cuando alguien está en peligro sale en su auxilio. Algunos relatos también dicen que defiende o protege a los valientes que se resistieron a la tentación del diablo en la cueva.
En Costa Rica, como se mencionó antes, la leyenda del Cadejo, en algunas versiones, está situada en el volcán Poás. Una leyenda dice que este ser se trata del alma en pena y condenada de un antiguo viajero que murió en el sitio y ahora se aparece a la gente aventurera que se aventura sola por los caminos. 
Una versión popular dice que, en la época de la conquista o colonia, hubo un tiempo en que existió un sacerdote corrupto que condujo a la comunidad al pecado con deformar el sentido católico de la misma. Esa fue la razón suficiente para que Dios lo castigara, quien lo convirtió en un perro enorme y enseguida le colocó pesadas cadenas. Viendo que ahora se convirtió en un monstruo, se volvió loco y se echó a correr hasta llegar al volcán. Se detuvo enfrente o a orilla del hoyo y, decido a quitarse la vida, saltó cayendo directamente a la lava. 
En una segunda versión, el hijo del cura, posiblemente Joaquín o José Joaquín, toma el castigo en su lugar, pese a que era el cura quien lo tenía que llevar. Fue así como, junto con un estado de confusión, poco después el muchacho se tiró por el volcán porque no soportó la condena.
En ambas versiones se dice que el sujeto, convertido en perro negro, no murió después de arrojarse, quedando atrapado por las faldas. Y es quien provoca las explosiones, que en las noches surge del volcán y se pone a vagar por los caminos.
Otras leyendas dicen que es el guardián de un tesoro escondido en alguna parte de la cueva y quienes van en su búsqueda son correteados o perseguidos por este animal.
Cada vez que un viajero iba bajando por el volcán, este ser se encargaba de protegerlo de asaltos o caídas por despeñaderos. También protege a los campesinos e indígenas de los malos espíritus del volcán.

### Defensa
Como todo ser espectral, a veces las leyendas también cuentan la forma de defenderse de un Cadejos. Por ejemplo, en Honduras, la tradición cuenta que, para repeler al Cadejo negro, se deben decir oraciones como "que huele a santo", "que huele a incienso" o "permiso compadre Alejo". En su novela Marcos Ramírez, el escritor costarricense Carlos Luis Fallas recoge un episodio donde un campesino se enfrenta al Cadejos, donde el personaje, tras fallar en atacar al Cadejos usando una cruceta, espanta al espectro amenazándolo con la cruz de la empuñadura del arma, mientras exclama "¡Vencés al filo, maldito, pero la Cruz te vence a vos!".
Los ticos también creen que se le puede alejar con imágenes y oraciones cristianas, o con una hierba que hace que se enrosque y no haga daño, y se cuenta que las mujeres embarazadas lo espantan por alguna razón.
En El Salvador, para salvarse el pellejo del Cadejo se dice que hay que llevar consigo incienso. Al llegarle el olor, el Cadejo desaparece y no le hará nada.
En México, para salvarse o protegerse de esta entidad, hay que vestirse al revés, luego poner orines en un cinturón y darle latigazos, haciendo que se vaya. Se cree que se puede hacer amistad con él: consiste en caminar con los pies juntos (sin importar lo difícil que sea) y, si se acerca, se debe escupir en la palma de la mano y ofrecerle un escupitajo, y esto hace el Cadejo acompañe o cuide al trasnochador. También tiene su lado benevolente, pues cuida de todas las personas (aunque en la mayoría de versiones es, generalmente, maligno).[cita requerida]

## Paralelismos

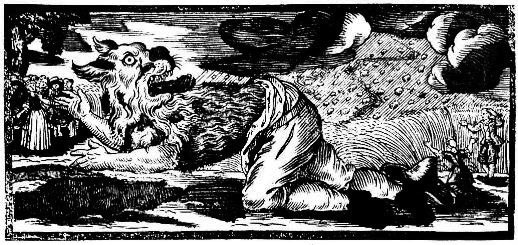
En muchos países se cuentan leyendas de humanos que se transforman en animales.

Aunque el Cadejo como tal (con sus pequeñas variantes locales entre países) es un ser espectral perteneciente básicamente al imaginario mexicano y centroamericano, existen algunas leyendas del resto de América Latina donde se pueden apreciar paralelismos.
En Colombia, la leyenda del Hombre Caimán, un ser con cuerpo de caimán y cabeza de hombre, presenta semejanzas en cuanto al origen del personaje: un hombre es maldecido a transformarse en ese ser debido a sus malas acciones.
En Chile, tenemos la leyenda de la Calchona, el espectro de una bruja con cuerpo de oveja, y patas delanteras, rostro y cabello de mujer, y que vaga sola por los caminos; y el Guallipén, perteneciente a la mitología mapuche, un espectro maligno con cuerpo de oveja, cabeza de ternero, las patas torcidas y feo pelaje.
En Paraguay, son conocidas las leyendas del Luisón, el Yaguareté-Abá (hombre tigre) y el Ao Ao, monstruos legendarios de la mitología guaraní. El primero, especialmente, presenta muchas semejanzas con el Cadejo, además de con la leyenda europea del hombre lobo.
En Argentina, específicamente en las zonas rurales de las provincias norteñas, existe la creencia que en ocasiones un espíritu familiar, puede tomar la forma de un perro llamado "El Familiar". Este ser sería un perro mítico de pelaje negro, de tamaño fuera de lo normal, con ojos color rojo sangre, y cadenas colgadas al cuello. Aparece después de la medianoche, hace notar su presencia arrastrando cadenas y haciendo llorar a los perros. Además se dice que es realmente un demonio, la manifestación del diablo en forma de perro. Una leyenda del Familiar se remonta hasta el siglo XIX en una fábrica de azúcar, donde se rumoreaba que tanto el dueño como los empleados pactaban con el diablo a cambio de dinero, creerse su negocio y torturar al tal empleado que fuera capaz de estar en rebeldía. De ahí, obtienen a un espíritu familiar en forma de perro para que devorara a un empleado rebelde. Una vez que el dueño murió, ya nadie alimentaba al Familiar, el cual se escapó de la fábrica, vagando errante en busca de víctimas para devorar. También se dice que al devorar a alguien, no parará hasta devorar a toda su familia. Habita en los maizales y quien se atreva a entrar a uno de estos, corre el riesgo de ser devorado. También es posible que hacer pacto él para que cuide de sus pertenencias, o para un compromiso.
Los mitos y leyendas de perros infernales abundan en el folclor de varios países de Europa: los griegos Cerbero y Ortro, los "black dogs" ingleses, como el Moddey Dhoo de la Isla de Man, el Gwyllgi de Gales, el Black Shuck que aterroriza la costa de Norfolk, Essex y Suffolk (esta leyenda en particular parece ser la inspiración para El sabueso de los Baskerville de Arthur Conan Doyle), etc; el lobo hechizado de la mitología castellana, el Dip o perro vampiro catalán, el Cŵn Annwn de la mitología celta, el Garm de la mitología escandinava, etc.
En la mitología del cantón del Jura, Suiza,Augenbrand es un perro negro con ojos que arden como el fuego. Se encuentra cerca del antiguo puente Sawyer. El puente estaba sobre el río Biras (ahora destruido). Allí busca a su dueño, el conde Rudolf de Sjogren, asesinado en 1233. Se cree que Augenbrand sigue a los viajeros perdidos.

## El Cadejo en expresiones culturales

### En el arte

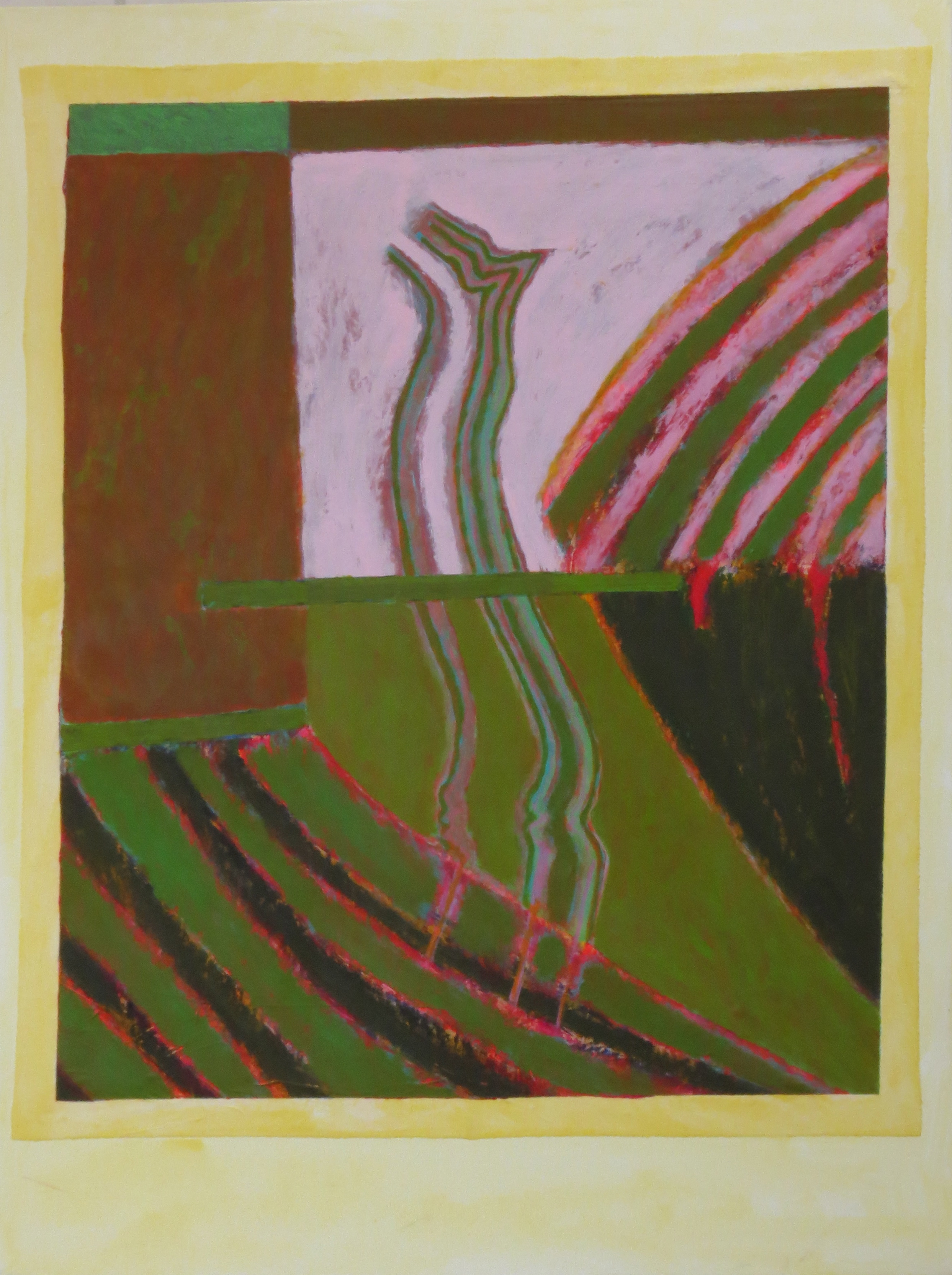
2011, acrílico sobre lienzo de Carlos Loarca, representando al mítico perro "El Cadejo"

El Cadejo es un motivo principal en las pinturas del artista guatemalteco Carlos Loarca, nacido en 1937. De niño, Loarca escuchó la leyenda y creía que el Cadejo protegía a su padre, pues siempre regresaba ileso de la cantina. De adulto, Loarca sintió que el espíritu protector lo ayudó a superar su adicción al alcohol. Desde la década de 1970, El Cadejo ha aparecido en sus pinturas. Loarca afirma que el perro ha sido su compañero y guía, y que ha envejecido con él.

### En la literatura
Numerosos escritores han utilizado la leyenda del Cadejo como tema para su obra: José Efrén Melara Méndez (El Cadejo) y Manlio Argueta (Los perros mágicos de los volcanes), en El Salvador; el premio Nobel de literatura Miguel Ángel Asturias (Leyenda del Cadejo, le menciona también en su obra cumbre El señor Presidente) en Guatemala; Jorge Montenegro (Cuentos y Leyendas de Honduras), en Honduras; los escritores costarricenses Fabio Baudrit (Cadejos), Carlos Luis Fallas (Marcos Ramírez), Rubén Coto (Espantos), Mainor Arias Uva (en el poema Para aprendices de mago del libro Cuentos de lunas para un duende), Eduardo Chaves Montero (El Cadejos, Camino a casa, El compañero y Un hombre valiente, de los libros Volvamos a los cuentos y Cuentos con espinas) y Mario González Feo (Yo y la larva). El personaje también ha aparecido en historietas y algunas novelas gráficas.

### En cómics
En el cómic Universo Mainstream del universo DC, el Cadejo en su versión costarricense aparece como uno de los nuevos héroes de la saga de cómics. Apareció por primera vez en Batman/Superman: World's Finest #21. Sin embargo, en la continuidad de la Tierra Prima, Cadejos apareció por primera vez como parte del Universo DC de los ''Nuevos 52'' en Absolute Power #3,  de Mark Waid y Dan Mora. Sinopsis: Cadejos y su compañera Rana Dorada se negaron a creer en la propaganda anti-superhéroes de la Oficina de Soberanía y salieron a luchar contra las fuerzas de Amanda Waller cuando comenzaron a operar en Centroamérica.
Leyendas sabaneras es una novela gráfica creada por Ronald Díaz en la que recopiló varias leyendas de Costa Rica e incluye una de las versiones ticas de la leyenda del Cadejo.
La obra «Leyendas costarricenses en novela gráfica», de los historietistas Oscar Sierra Quintero y Ronald Díaz Cabrera, incluye una versión de esta leyenda en forma de novela gráfica.
El Cadejo fue unos de los personajes principales del cómic «Kadejos» de la revista K-Oz Cómics. En él aparecían versiones de las leyendas costarricenses adaptadas en forma de superhéroes y supervillanos.

### En la música
En 1994, el cantante guatemalteco Ricardo Andrade lanzó una canción dedicada a este espectro canino, titulada «El Cadejo» que es parte del álbum «Estrés».

### En la radio
El Cadejo también ha tenido su participación en la radio, haciendo más énfasis en el Cadejo Negro. Tal es el caso de Los cuentos de Pancho Madrigal que es un programa de radio nicaragüense sobre los cuentos y leyendas de Nicaragua contados por Fabio Gadea Mantilla, en la que cuenta la versión nicaragüense de la leyenda del Cadejo. Además, participa únicamente con Anicento Prietos en el cuento titulado «El Cadejo del Galope».
Otro ejemplo más destacado en los radio programas es «Cuentos y leyendas de Honduras» de Jorge Montenegro, donde el Cadejo también aparece relatado e incluso mencionado.

### En juegos
De una familia nace el juego de mesa costarricense llamado "Pura vida monster", basado en los mitos y leyendas de Costa Rica. Entre tantos espantos está incluido el Cadejo. La trama indica que había un perezoso feliz, pero solitario, que se adentró en el bosque en un día lluvioso y que a los lejos diviso unas extras cuevas de colores. Tratando de averiguar las misteriosas cuevas, se percata que en cada una de ellas se encontraba un grupo monstruos que habían sido encerrados. Después de hablar con ellos, decide liberalos. Sin embargo, para ello tendrá que superar varios obstáculos y después de lograr su objetivo ya nunca más volvió a estar solo porque ellos se hicieron sus amigos.
En el juego popular Backrooms, tanto el Cadejo blanco como el Cadejo negro aparecen como la "Entidad 30". En este caso, el Cadejo Negro es nombrado como «el Cadejo de la oscuridad», mientras que el Cadejo Blanco es llamado el «Cadejo de la luz». El Cadejo de la luz aparece para cuidar y proteger  a los wanderers, mientras que el de la oscuridad se encarga de destruirlos. Su presencia se ha visto en zonas urbanas y espacios abiertos. Son poseedores de grandes habilidades sobrenaturales y únicas, como sentidos altamente desarrollados, más que los de cualquier cánido o felino de nuestra realidad, excepto su visión. Se ha visto cómo su olfato, oído y tacto han sido capaces de detectar su entorno con gran precisión, lo que les es de gran ayuda para tener un mejor control del entorno y elegir la mejor opción posible. Tienen la capacidad de bloquear las entradas y salidas del nivel en el que se encuentren, aunque están limitados a un cierto número de personas o a una persona en concreto. Pueden bloquear el no-clip en un radio de 50 kilómetros a la redonda a voluntad.

### En la juguetería
En Costa Rica, sale a la venta muñecos de peluche basados en el Cadejo, cuyas dimensiones son de 15 x 12 x 29 cm y el color de varía dependiendo de cada uno.

### En la televisión
En Costa Rica, en 1996, el extinto canal Univisión Canal 2 presentó una miniserie televisiva sobre las leyendas costarricenses, llamada Leyendas, las Vivencias en la cual se incluyó la versión costarricense de la leyenda del Cadejo. 
En el año 2019, la serie estadounidense llamada Víctor y Valentino lanzó un episodio dedicado al Cadejo, llamado Los Cadejos, donde Valentino guarda rencor contra Víctor, que, sin saberlo, atrae a un cadejo malvado, una bestia mitológica parecida a un lobo.
En 2020, nuevamente en Costa Rica, en el costarricense canal Sinart Trece Costa Rica Televisión se presentó una serie animadas titulada "Leyendas tremendas", en la que un equipo y su abuela se enfrentarán a diversos personajes legendarios de Costa Rica, como el Cadejos, con el Cadejo Blanco defendiendoles.

### En el cine
Cuentos y Leyendas de Honduras es un largometraje de folklore hondureño basado en el libro de relatos Cuentos y leyendas de Honduras de Jorge Montenegro, dirigida por Javier Suazo Mejía y Rony Alvarenga, bajo la dirección ejecutiva de Luis Morán. La cinta se compone de varios cortometrajes, entre ellos el del Cadejo.
La leyenda del Cadejo Blanco también sirvió de inspiración para la película guatemalteca Cadejo Blanco, dirigida por Justin Lerner, basada en los problemas sociales que enfrenta el país, como el consumo de las drogas, la violencia y la marginación de la mujer.